# Darryl Tapp
Darryl Anthony Tapp (* 13. September 1984 in Portsmouth, Virginia) ist ein ehemaliger US-amerikanischer American-Football-Spieler. Zuletzt spielte er aktuell bei den Tampa Bay Buccaneers in der National Football League (NFL) auf der Position des Defensive End. Derzeit ist er als Assistenztrainer für die Defensive Line bei den San Francisco 49ers in der NFL tätig.

## College
Tapp zeigte schon in der High School sein großes sportliches Talent. So spielte er nicht nur Football und Basketball, sondern tat sich auch als Leichtathlet hervor. Er besuchte die Virginia Polytechnic Institute and State University (Virginia Tech) und spielte für deren Team, die Hokies erfolgreich College Football, wobei er insgesamt 21,5 Sacks erzielen konnte.

## NFL

### Seattle Seahawks
Beim NFL Draft 2006 wurde er in der zweiten Runde als insgesamt 63. von den Seattle Seahawks ausgewählt. In seiner Rookie-Saison kam er nicht nur als Defensive End, sondern auch in den Special Teams regelmäßig zum Einsatz. Im Spiel gegen die Denver Broncos gelang ihm seine erste Interception, die er gleich zu einem Touchdown verwerten konnte. In den folgenden drei Spielzeiten mauserte er sich zu einer Stütze der Defense der Seahawks und lief zumeist als Starter auf.

### Philadelphia Eagles
Im März 2010 wurde Tapp im Tausch für Chris Clemons und dem Draft-Recht der 4. Runde, an die Philadelphia Eagles abgegeben. Auch an seiner neuen Wirkungsstätte zeigte er solide Leistungen.

### Washington Redskins
2013 wechselte er für eine Saison zu den Washington Redskins, für die er elf Spiele bestritt.

### Detroit Lions
Die nächsten zwei Saisons spielte er für die Detroit Lions. Er kam in allen Spielen zum Einsatz und konnte 43 Tackles setzen sowie 2,5 Sacks erzielen.

### New Orleans Saints
Im Juli 2016 wurde Tapp von den New Orleans Saints verpflichtet, nachdem sich mehrere Verteidiger in der Saisonvorbereitung schwere Verletzungen zugezogen hatten. Am 3. September 2017 wurde er entlassen.

### Tampa Bay Buccaneers
Ende Oktober 2017 nahmen ihn die Tampa Bay Buccaneers unter Vertrag. Einen Monat später wurde Tapp bereits wieder entlassen.

## Trainerlaufbahn
2018 begann Tapp seine Karriere als Assistenztrainer im Collegbereich. 2018 und 2019 war er als Quality Control Coach an der Central Michigan University bzw. an der Vanderbilt University tätig. 2020 kehrte er an seine Alma Mater zurück, wo er als Co-Trainer die Defensive Line betreute.
Vor der Saison 2021 wurde er von den San Francisco 49ers als Assistant Defensive Line Coach eingestellt, dies ist seine erste Trainerstation in der NFL.